# Damalina laticeps
Damalina laticeps là một loài ruồi trong họ Asilidae. Damalina laticeps được Doleschall miêu tả năm 1858. Loài này phân bố ở miền Australasia.